# 加勢以多
加勢以多（かせいた）とは、マルメロ羹を餅粉で作った種ではさんだ熊本県の南蛮菓子。利休七哲の一人細川三斎好みとも言われ、熊本藩細川家の献上品として知られたが明治に入って一旦消失し、第二次大戦後に復刻された。

## 名称
「かせいた」という名は、ポルトガル語の「カイシャ・ダ・マルメラーダ (caixa da marmelada「マルメラーダの箱」という意味)」が由来とされている。また、『古今名物御前菓子抄』の現代語訳を行った鈴木晋一は「かせいた」はポルトガル伝統菓子のケイジャーダから来たものとしている。
マルメラーダとはマルメロのピュレと砂糖を煮詰めた羊羹状の固形食品で、同様の食品はスペインではメンブリージョと呼ばれ、今日でも一般的に食されている。「加勢以多」の名称は近代になって復刻された商品名でもあるが、古文書などの史料では「加勢以多」の他に「かせいた」「かせ板」「加世以多」「加世伊多」などの表記が見られる。

## 歴史
加勢以多は17世紀頃から熊本藩主を中心に銘菓として用いられ、正徳年間より幕府への献上品に加えられている。当初は宇土半島で栽培されていたマルメロを使用していたが、寛政4年（1792年）の雲仙岳の爆発により発生した津波（島原大変肥後迷惑）によって、肥後のマルメロ生産は壊滅状態となった。マルメロは寒冷な気候を好む植物のため肥後国での栽培はもともと難しく、災害からの復興が軌道に乗らず安定供給が難しくなった。加勢以多を国元産物として献上していた熊本藩は、領主御用の限定品として管理した。一方、入手の難しいマルメロの代替物としてカリンを使う、加勢以多と同じ製法の菓子が「梨糕」などの表記でいくつもの料理書に掲載されている。
明治に入り、献上品としての用途がなくなった加勢以多は作られなくなり、熊本県でのマルメロ生産も目的を喪失して途絶えてしまった。戦後になり、熊本市の菓子店山城屋が、マルメロの代用にカリンを材料として加勢以多を復元した。復刻された加勢以多は短冊形にカットされており、江戸時代には無かった九曜紋が刻印されていた。山城屋は1995年に廃業したが、平成10年（1998年）にお菓子の香梅が再復刻し、デザインを踏襲して販売している。